# Lonchaea malaysia
Lonchaea malaysia är en tvåvingeart som beskrevs av Macgowan 2005. Lonchaea malaysia ingår i släktet Lonchaea och familjen stjärtflugor. Inga underarter finns listade i Catalogue of Life.